# Diglyphosa
Diglyphosa es un género con tres especies de orquídeas de hábito terrestre. Es originario del este del Himalaya hasta Malasia. Se encuentra en el sudoeste de Asia.

## Descripción
Es una planta de hábito terrestre relacionada estrechamente con el género Chrysoglossum el cual tiene una inflorescencia laxa y una columna con pequeñas alas o brazos en el frontal con un distintivo pie de columna, en su lugar Diglyophosa  tiene una columna sin apéndices así como una densa inflorescencia con dos polinias cerosas.

## Taxonomía
El género fue descrito por Carl Ludwig Blume y publicado en Flora Javae 7: 336. 1825.
Etimología
Diglyphosa: nombre genérico que se refiere a las dos polinias que tiene.

## Especies
- Diglyphosa latifolia  Blume (1825) - especie tipo -
- Diglyphosa elmeri  Ames (1912)
- Diglyphosa celebica  (Schltr.) Schltr. (1914)